# Rigas vattenkraftverk
Rigas vattenkraftverk (lettiska: Rīgas hidroelektrostacija, Rīgas HES; ryska: Рижская ГЭС, Rizjskaja GES) är det sista vattenkraftverket som dämmer upp floden  Daugava (Düna) innan den flyter ut i Rigabukten. Kraftverket byggdes under sovjettiden och togs i bruk 1974. Kraftverket tillsammans med de två övriga vattenkraftverken i den lettiska delen av Daugava står för cirka 70 % av Lettlands elproduktion.